# Venezia (Brindisi 1989)
Venezia è un dipinto di Remo Brindisi. Eseguito tra il 1989 e il 1990, appartiene alle collezioni d'arte della Fondazione Cariplo.

## Descrizione
Si tratta di uno scorcio di uno dei soggetti più amati di Brindisi, la chiesa della Salute a Venezia. L'architettura è alterata dal disegno del pittore, che la ingigantisce rispetto al pronao e distorce le linee delle cupole, rendendole somiglianti ad elementi architettonici bizantini. La chiesa appare poi sospesa nel vuoto, in una rappresentazione magica e onirica. Salvo qualche esempio di maggior interesse, i moltissimi dipinti di Brindisi sul soggetto appaiono però ripetitivi e dalla qualità non sempre eccelsa.